# Cleruchoides
Cleruchoides is een geslacht van vliesvleugeligen uit de familie Mymaridae. De wetenschappelijke naam van dit geslacht is voor het eerst geldig gepubliceerd in 2007 door Lin & Huber.

## Soorten
Het geslacht Cleruchoides is monotypisch en omvat slechts de volgende soort:
- Cleruchoides noackae Lin & Huber, 2007